# Distrikt İskele
Der Distrikt İskele, türkisch İskele İlçesi, ist einer der sechs Distrikte der international nicht anerkannten Türkischen Republik Nordzypern im Nordosten der Mittelmeerinsel Zypern. Sein Hauptort ist İskele. Im Jahr 2011 hatte der Distrikt 22.492 Einwohner.
Das Gebiet des heutigen Distriktes gehört bis heute zur Republik Zypern und dessen Bezirk Famagusta, allerdings übt diese seit 1974 de facto keine Kontrolle über diesen Bezirk aus. Es umfasst die langgestreckte Halbinsel Karpas, deren Spitze das Kap St. Andreas (Zafer Burnu), dem einige kleine unbewohnte Inseln vorgelagert sind, bildet. Die Halbinsel ist etwa 80 km lang und rund 10 km breit.

## Gemeinden
Der Distrikt İskele besteht aus 2 Städten, 2 Kleinstädten und 25 Gemeinden. (Klein-)Städte sind fett dargestellt.
- Agia Trias
- Agios Andronikos
- Agios Andronikos
- Arnadi
- Agios Symeon
- Ayios Theodoros
- Eptakomi
- Flamoudi
- Galatia
- Galinoporni
- Gastria
- Koma tou Gialou
- Komi Kebir
- Koroveia
- Lapathos
- Leonarisso
- Livadia
- Lythragkomi
- Monarga
- Melounda
- Planadinissa
- Rizokarpaso
- Spathariko
- Sygkrasi
- Tavrou
- İskele
- Vokolida
- Vothylakas
- Yialousa